# Траванти, Дэниел
Даниело Джованни «Дэниел Дж.» Траванти (англ. Danielo Giovanni «Daniel J.» Travanti; род. 7 марта 1940, Кеноша, Висконсин, США) — американский актёр.

## Биография
Траванти родился в городе Кеноша, штат Висконсин. Он был одним из пяти детей в семье иммигрантов из Италии. Его отец был рабочим на заводе American Motors. В подростковом возрасте был спортсменом и хорошо учился, получая стипендии Гарварда, Принстона и Дартмутского колледжа, но в итоге он поступил в Висконсинский университет в Мадисоне. В 1957, за год до поступления в университет, принял участие в государственной программе для молодёжных лидеров Badger Boys State в качестве представителя от своей школы.
В 1964 году Траванти появляется в телесериале о журналистике «Репортёр» в одной из главных ролей в эпизоде Murder by Scandal. Он также сыграл в семнадцатой серии шестого сезона приключенческого сериала «Миссия невыполнима», но значился в титрах как Дэн Трэвэнти — Dan Travanty. Появлялся в эпизодических ролях в сериалах «Перри Мейсон», «Человек от Д. Я. Д. И.», «Коджак» и ряде других.
В начале 80-х в карьере Траванти произошёл прорыв благодаря роли капитана Фрэнка Фурилло в сериале «Блюз Хилл стрит», за которую он получил «Золотой глобус» и две премии «Эмми». В 1983 году снялся в телефильме Адам с ДжоБет Уильямс, за которую он получил номинацию на «Эмми». Позже Траванти исполнил второстепенные роли в телесериалах «Полтергейст: Наследие» (1997) и «Побег» (2005—2006). В 1986 году сыграл Эдварда Р. Мэроу в телефильме HBO «Мэроу». Снялся в фильмах «Ночной переход» (1987), «Тысячелетие» (1989), «Справедливый суд» (1995), эпизоде «Голос разума» из сериала «За гранью возможного» (1995) и телефильмах «Взгляд свидетеля» (1991) и «Женщина-оса» (1995).
Несмотря на то, что общество анонимных алкоголиков держит в тайне имена членов своих групп, Траванти публично признал свои проблемы с алкоголем в прошлом, найдя выход из этой ситуации через анонимных алкоголиков, позже признав алкоголизм «болезнью одиночества и тайны». Об этом он сказал в 1981 году в интервью на канале NBC и даже зачитал наизусть все пункты из программы по борьбе с алкоголем «Двенадцать шагов». Капитан Фурилло, которого он играл в «Блюз Хилл-стрит», также был алкоголиком.
С января по март 2007 года Траванти сыграл в нью-йоркском Theater at St. Clements в спектакле по пьесе Орена Сафди The Last Word…, а в ноябре и декабре 2008 года исполнил роль Корнелиуса Мэлоди в постановке Души поэта Юджина О’Нила в Friendly Fire Theater (Нью-Йорк). В 2010 году появился в эпизоде телесериала «Мыслить как преступник», изобразив 75-летнего серийного убийцу с болезнью Альцгеймера.